# جنتینگ هنگ کنگ
جنتینگ هنگ کنگ (انگلیسی: Genting Hong Kong) شرکت گردشگری هنگ کنگی است، که در سال ۱۹۹۳ توسط شرکت جنتینگ تأسیس شد.